# Agrostis tibestica
Agrostis tibestica är en gräsart som beskrevs av Miré och Pierre Ambrunaz Quézel. Agrostis tibestica ingår i släktet ven, och familjen gräs.
Artens utbredningsområde är Tchad. Inga underarter finns listade i Catalogue of Life.